# Мессерер, Асаф Михайлович
Аса́ф Миха́йлович Мессере́р (Мешойрер; 19 ноября 1903, Вильна — 7 марта 1992, Москва) — советский и российский артист балета, балетмейстер, хореограф, публицист. Лауреат двух Сталинских премий (1941, 1947). Народный артист СССР (1976). Представитель артистической династии Мессерер — Плисецких.

## Биография
Родился в семье зубного врача Менделя Берковича (Михаила Борисовича) Мессерера (1866—1942) и Симы Моисеевны Шабад (1870—1929), у которой было ещё 9 детей (Пенина, Маттаний, Моисей, Рахиль, Азарий, Элишева, Суламифь, Эммануил, Аминадав). Отец происходил из Долгиново, мать — из Антоколя.
Учился в реальном училище, занимался спортом и собирался стать археологом. В 1918—1919 годах занимался в студии Михаила Мордкина, в 1919—1921 годах — в балетной школе при Большом театре (ныне Московская академия хореографии) у Александра Горского.
По окончании балетной школы в 1921 году был принят в балетную труппу Большого театра. Работая в нём до 1954 года, станцевал практически все ведущие сольные партии классических русских и зарубежных, а также современных советских балетов.

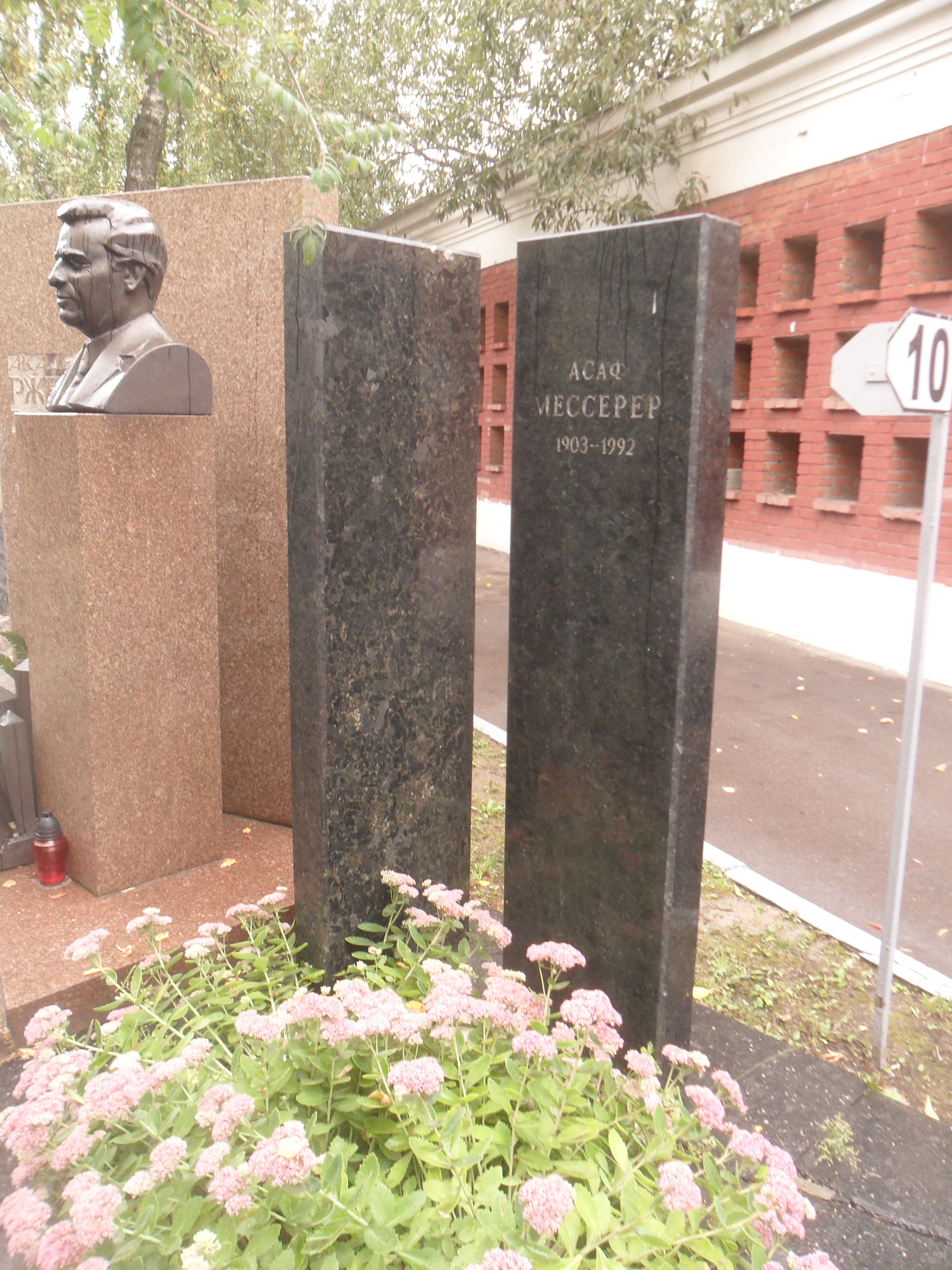
Могила Мессерера на Новодевичьем кладбище Москвы.

С середины 1920-х годов начал пробовать себя как балетмейстер. На первых сотрудничал с Всеволодом Мейерхольдом в области экспериментальных постановок, однако после разгрома советского театрального авангарда обратился к доминирующей в те времена форме драмбалета. Ставил как целые балетные спектакли и танцы в операх, так и отдельные концертные номера, которые зачастую исполнял сам. В конце 1920-х годов работал режиссёром в Московском театре малых форм «Синяя блуза».
Концертировал по СССР. Участвовал в гастролях за рубежом: Дания, Швеция, Франция, Германия, Мексика, США, Китай и других странах. В течение 8 месяцев поставил 28 балетов в балетной школе Мориса Бежара.
Как балетный педагог работал сначала в студии «Драмбалет» (1920—1928), в вечерней студии Большого театра (1921—1923) и в ГИТИСе, в 1923—1960 годах — в Московском хореографическом училище. С 1946 года вёл класс в Большом театре, впоследствии также преподавал за границей — Брюссель (1961—1962), Венгрия, Польша.
Выступал в периодической печати. Автор книг «Уроки классического танца» (1967) и «Танец. Мысль. Время» (1979).
Умер 7 марта 1992 года. Похоронен в Москве на Новодевичьем кладбище (участок № 10).

### Семья
- Первая жена — Анель Судакевич (1906—2002), актриса, художник по костюмам.
  - Сын — Борис Мессерер (род. 1933), театральный художник, сценограф, педагог. Академик РАХ (1997). Народный художник РФ (1993).
- Вторая жена — Ирина Тихомирнова (1917—1984), балерина, балетный педагог. Заслуженная артистка РСФСР (1951).
- Сестра — Суламифь Мессерер (1908—2004), балерина, чемпионка СССР по плаванию, педагог «Токио балле» и труппы «Ковент-Гарден». Народная артистка РСФСР (1962), лауреат Сталинской премии I степени (1947).
- Сестра — Рахиль Мессерер (1902—1993), актриса немого кино.
- Брат — Азарий Азарин (1897—1937), актёр, художественный руководитель Московского драматического театра имени М. Н. Ермоловой. Заслуженный артист РСФСР (1935)[10].
- Племянница — Майя Плисецкая (1925—2015), артистка балета, хореограф. Герой Социалистического Труда (1985). Народная артистка СССР (1959).
- Племянник — Азарий Плисецкий (род. 1937) — артист балета, педагог и хореограф. Заслуженный артист РСФСР (1976).
- Племянник — Наум Азарин (1934—1989), артист балета, педагог. Заслуженный артист РСФСР (1985)
- Племянник — Азарий Мессерер (1939—2017), советский и американский журналист, переводчик, лектор, пианист, теоретик массмедиа.
- Племянник — Михаил Мессерер (род. 1948), советский и британский артист балета, главный балетмейстер Михайловского театра.

### Адреса
- Дом № 15 по Тверской улице (на фасаде установлена мемориальная доска).

## Творчество

### Партии
- 1921 — «Волшебное зеркало» А. Корещенко — сольный номер
- 1922 — «Лебединое озеро» П. Чайковского — Принц Зигфрид
- 1922 — «Щелкунчик» П. Чайковского — Принц
- 1922 — «Тщетная предосторожность» на музыку П. Гертеля — Колен
- 1922 — «Раймонда» А. Глазунова — сарацинский танец и Бернар
- 1923 — «Петрушка» И. Стравинского — Петрушка и Арап
- 1923 — «Корсар» на музыку А. Адана, Л. Делиба, Р. Дриго, Ц. Пуни — Раб и Пират
- 1923 — «Баядерка» на музыку Л. Минкуса — индусский танец
- 1924 — «Миллионы Арлекина» Р. Дриго — Арлекин
- 1924 — «Конёк-Горбунок» Ц. Пуни — Раб и Океан
- 1924 — «Коппелия» Л. Делиба — Франц
- 1925 — «Иосиф Прекрасный» С. Василенко — Раб и Иосиф
- 1925 — «Теолинда» на музыку Ф. Шуберта, в инструментовке Д. Рогаль-Левицкого — Зефир
- 1926 — «Эсмеральда» Ц. Пуни — Зефир
- 1926 — «Спящая красавица» П. И. Чайковского — Голубая птица
- 1927 — «Красный мак» Р. М. Глиэра (балетмейстеры В. Тихомиров, Л. Лащилин) — Божок, Жонглёр, Китайский фокусник и Японский матрос (первое исполнение)
- 1930 — концертный номер «Футболист» на музыку А. Цфасмана
- 1930 — «Вахканалия» из балета «Времена года» А. Глазунова
- 1932 — концертный номер «Пьеро и Пьеретта» на музыку Р. Дриго
- 1932 — «Саламбо» А. Арендса — Лидийский военачальник и Фанатик
- 1935 — «Три толстяка» В. А. Оранского — Продавец воздушных шаров и Гимнаст Тибул
- 1936 — «Бахчисарайский фонтан» Б. Асафьева — Нурали
- 1938 — «Кавказский пленник» Б. Асафьева — Фигурист
- 1939 — балетный номер из оперы «Иван Сусанин» М. Глинки — Сатир
- 1940 — «Дон Кихот» Л. Минкуса — Базиль
- 1945 — «Золушка» С. Прокофьева — Принц и Шут
- 1947 — «Пламя Парижа» Б. Асафьева — Филипп
- концертные номера — «Вальс» на музыку М. Мошковского, «Мелодия» на музыку К. Глюка, «Весенние воды» на музыку С. В. Рахманинова, «Святой Себастиан» на музыку А. Скрябина, «Вальс» на музыку А. Хачатуряна.

### Постановки
- 1925 — «Фея кукол» Й. Байера (под названием «Волшебница кукол», совм. с Е. Долинской, Большой театр, спектакль Московского хореографического училища (МХУ))
- 1926 — «Война игрушек» на музыку Р. Шумана (студии «Драмбалет», Москва)
- 1926 — «Игры в танцах» на сборную музыку (студии «Драмбалет», Москва)
- 1927 — «Спортивные танцы» на сборную музыку (студии «Драмбалет», Москва)
- 1930 — «Тщетная предосторожность» на музыку П. Гертеля (совм. с И. Моисеевым, Большой театр, на сцене Экспериментального театра)
- 1936 — «Спящая красавица» П. Чайковского (совм. с А. Чекрыгиным и Б. Мордвиновым, Большой театр)
- 1937, 1951 — «Лебединое озеро» П. Чайковского (Большой театр)
- 1951, 1969, 1973 — «Лебединое озеро» П. Чайковского (Венгерский оперный театр, Будапешт)
- 1952 — «Спящая красавица» П. Чайковского (совм. с М. Габовичем, Большой театр)
- 1953 — «На берегу моря» Ю. Юзелюнаса (совм. с В. Гривицкасом, Театр оперы и балета Литовской ССР)
- 1960 — «Класс-концерт» на музыку Д. Шостаковича, А. Глазунова (МХУ)
- 1960 — «Урок танца» на музыку А. Лядова,Д. Шостаковича, А. Глазунова (МХУ)
- 1961 — «Класс-концерт» на музыку Д. Шостаковича, А. Глазунова (Брюссель)
- 1961 — «Урок танца» на музыку А. Лядова, Д. Шостаковича, А. Глазунова (Брюссель)
- 1963 — «Класс-концерт» на музыку Д. Шостаковича, А. Глазунова (Большой театр)
- 1972 — «Класс-концерт» на музыку Д. Шостаковича, А. Глазунова (Душанбе)
- 1973 — «Класс-концерт» на музыку Д. Шостаковича, А. Глазунова (Киев)
- 1974 — «Коппелия» Л. Делиба («Театр Вельки», Варшава)
- концертные номера — «Футболист» на музыку А. Цфасмана, «Вальс» на музыку М. Мошковского, «Мелодия» на музыку К. Глюка, «Весенние воды» на музыку С. В. Рахманинова, «Мелодия» на музыку А. Дворжака.

## Фильмография
- 1951 — Большой концерт

### Участие в фильмах
- 1958 — Душой исполненный полет (документальный)
- 1989 — Асаф Мессерер (документальный)
- 1990 — Катя и Володя (документальный)

### Архивные кадры
- 2003 — Золотой век Асафа Мессерера (документальный, реж. Н. Тихонов)
- 2012 — Отражения Юрия Роста (документальный)

## Награды и звания
- Заслуженный артист РСФСР
- Народный артист РСФСР (1951)[11]
- Заслуженный деятель искусств Латвийской ССР (1953)
- Народный артист СССР (1976) — за большие заслуги в развитии советского музыкального и хореографического искусства и в связи с 200-летием Государственного академического Большого театра СССР[12]
- Сталинская премия II степени (1941) — за большие достижения в области балетного искусства
- Сталинская премия I степени (1947) — за исполнение партии Филиппа в балетном спектакле «Пламя Парижа» Б. В. Асафьева
- три ордена Трудового Красного Знамени (02.06.1937 — за выдающиеся заслуги в деле развития оперного и балетного искусства, 1951, 1973)
- Орден Дружбы народов (1984)